# Mexikos fotbollsförbund

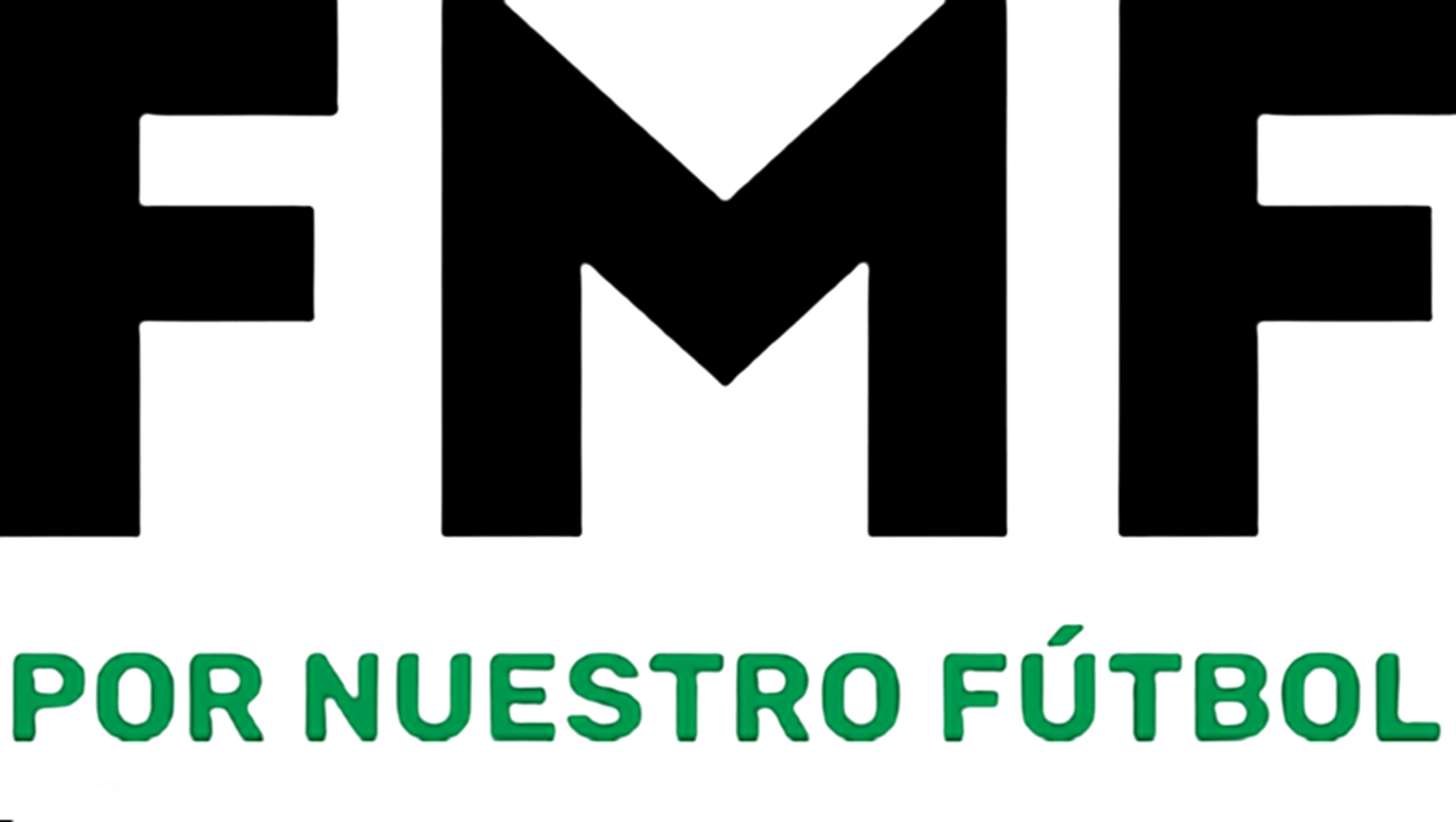

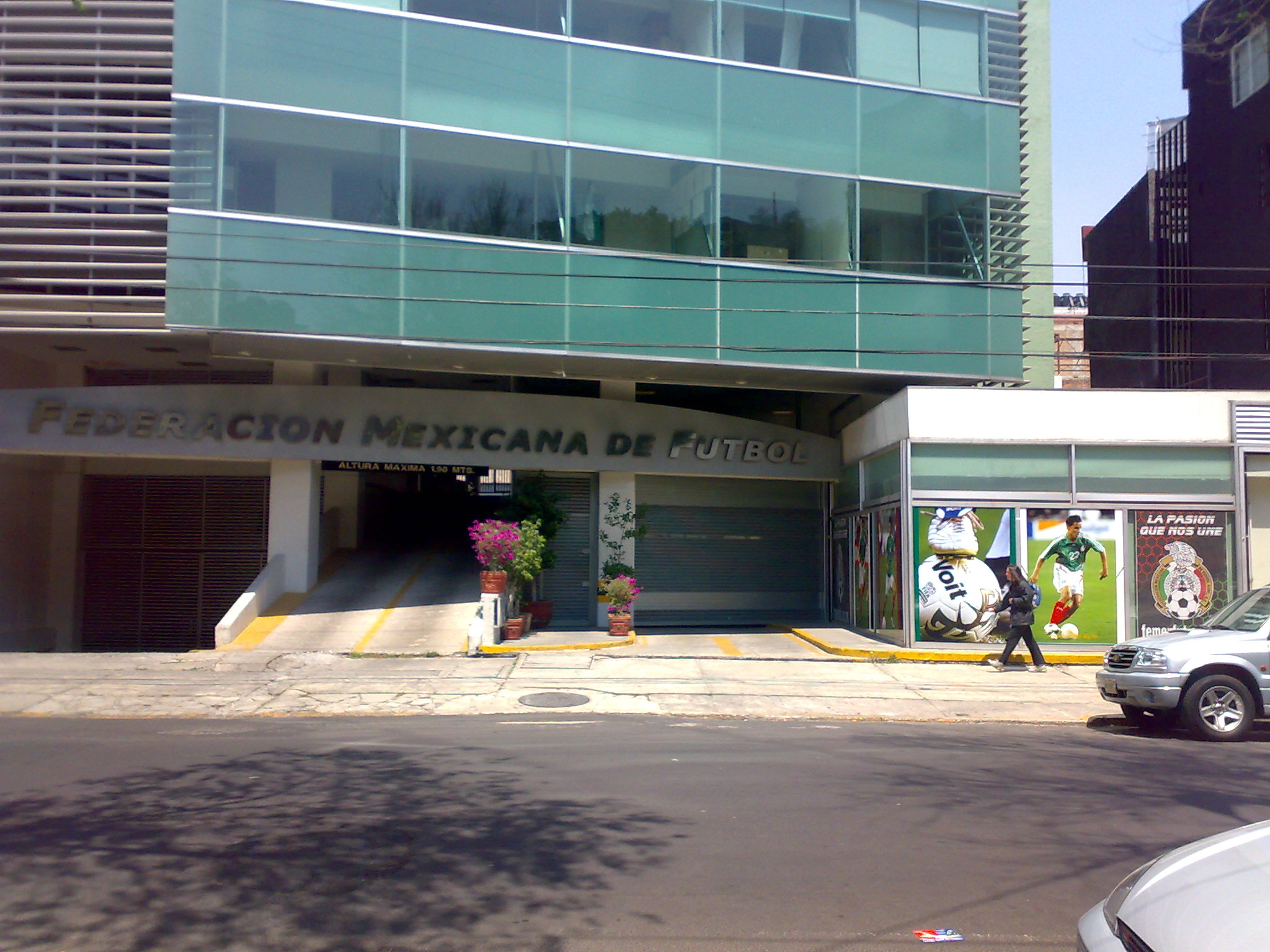

Mexikos fotbollsförbund, spanska: Federación Mexicana de Fútbol Asociación är det organ som administrerar den organiserade fotbollen i Mexiko, och företräder den utanför landets gränserär. Den har sitt säte i Mexico City och grundades den 23 augusti 1927. Förbundet är anslutet till Fifa sedan 1929, och medlem av Concacaf sedan det grundades 1961.